# Blodknop

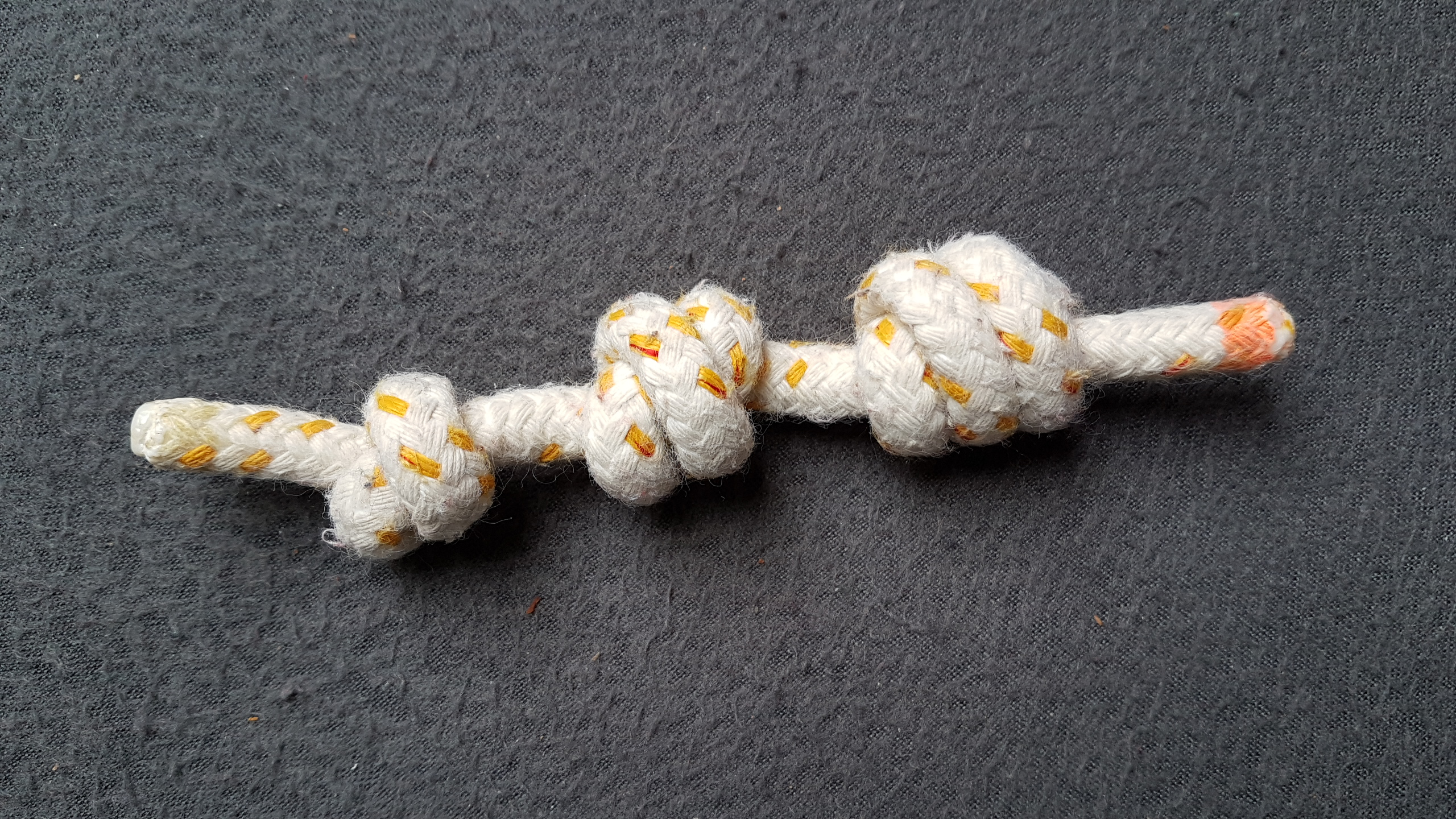
Från vänster till höger enkel, dubbel och trefaldig överhandsknop (blodknop).

Blodknop är en treslagen överhandsknop Man gör ett halvslag med två extra varv om egen part, det vill säga totalt tre varv (eller ibland fler). Namnet kommer sig av dess användning längst ut på piskor, särskilt den niosvansade katten som användes för att utdela bestraffningar på gamla segelfartyg. Att slå flera varv fyller ingen egentlig funktion vid användning som stoppknut, men kan ge ett estetiskt intryck.